# Zwemmend redden

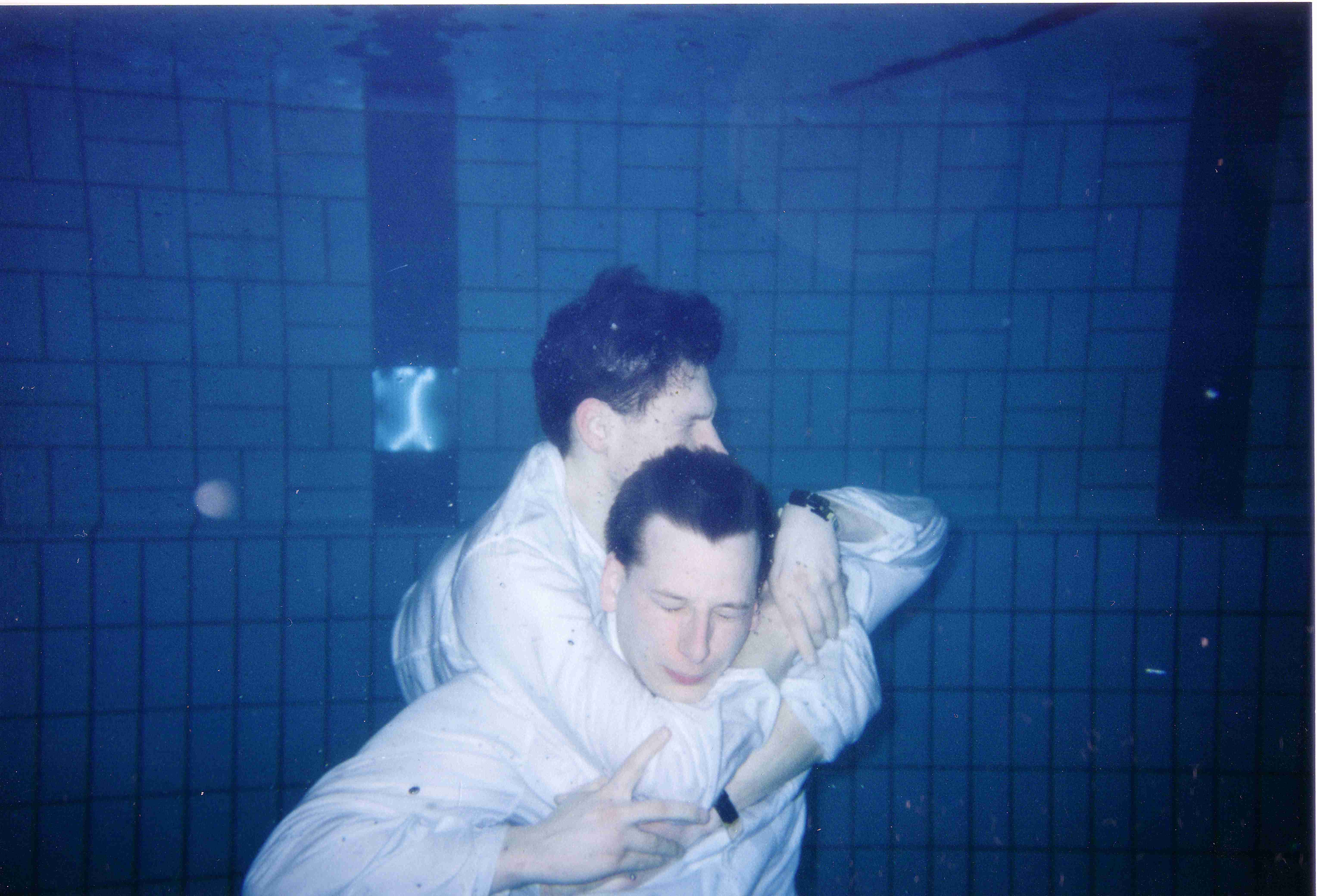
Zwemmend redden

Zwemmend redden (in de volksmond reddingszwemmen of reddend zwemmen) is een speciale zwemtechniek met als doel iemand uit het water te kunnen redden in een levensbedreigende situatie.

## Werkwijze
Een drenkeling kan op verschillende manieren uit het water worden gehaald. De redder kan een natte of droge redding uitvoeren. Bij een natte redding gaat de redder het water in en zwemt naar de drenkeling. Aangekomen bij de drenkeling pakt de redder de drenkeling vast en vervoert de drenkeling in een van de vervoersgrepen terug naar de kant. De redder dient hierbij bedacht te zijn op de mogelijkheid dat de drenkeling hem vastpakt. In dat geval zal hij zich eerst moeten bevrijden met een daartoe aangeleerde bevrijdingsgreep.
De redder kan er ook voor kiezen om niet het water in te gaan en een zogenaamde droge redding uit te voeren. Hiervoor kan hij een contactmakend hulp- of reddingsmiddel gebruiken. Deze gooit de redder naar de drenkeling waarna de drenkeling het reddingsmiddel vastpakt. Vervolgens haalt de redder de drenkeling naar de kant.

## Als sport
Anders dan in Nederland is in Australië, België en Duitsland zwemmend redden een tak van sport, waarin wedstrijden worden gehouden. Daarbij worden noodsituaties gesimuleerd. De sport bestaat uit verschillende disciplines. In België vinden er in seizoenen wedstrijden plaats die provinciaal, Vlaams en Belgisch zijn. Enkele disciplines zijn bijvoorbeeld Popredden, lifesaver, reddingscombiné, .... Er zijn ook verschillende soorten aflossingen aanwezig, waarbij er per leeftijdsgroep reeksen gemaakt worden. Indien een ploeg uit verschillende leeftijdscategorieën bestaat, kom deze in de zogenaamde open categorie.